# جيري غانت
جيري غانت (بالإنجليزية: Jerry Gant)‏ هو نحات وشاعر أمريكي، ولد في 1963 في نيوآرك في الولايات المتحدة، وتوفي في 11 نوفمبر 2018.